# Analog radio
Analog radio eller analog radiofoni er radiokommunikation, som anvender modulation, beregnet til analog fortolkning.
Apparaterne, som anvendes til analog radio, kan være radiomodtagere, radiosendere eller radiotransceivere, der anvender analog modulation.
Analog radio kan fx formidle analog lyd eller analog fjernsyn.
Eksempler på analog radio:
- AM-radio - anvender AM-modulation
- FM-radio - anvender FM-modulation
- SSB-radio - anvender SSB-modulation

| Fjernsyn | Spire Denne artikel om radio- og fjernsyns-teknologi er en spire som bør udbygges. Du er velkommen til at hjælpe Wikipedia ved at udvide den. |